# 2019-es U17-es labdarúgó-világbajnokság
A 2019-es U17-es labdarúgó-világbajnokság volt a 18. ilyen jellegű torna. A tornát 24 válogatott részvételével október 26. és november 17. között rendezték Brazíliában. A világbajnokságon 2002. január 1. és 2004. december 31. között született labdarúgók vehettek részt. A címvédő Anglia válogatottja. A vb-t Brazília nyerte.
A tornát eredetileg Peru rendezte volna, ám amikor a FIFA illetékes bizottságának tagjai 2019 februárban meglátogatták Limát, hogy hogyan állnak az előkészületekkel, aggasztó állapotokat találtak. Ennek következtében a FIFA főtitkára levélben kereste meg a brazil szövetséget, hogy átvállalja-e a tornát, a Dél-amerikai Labdarúgó-szövetség is ajánlotta az országot, mivel a Copa América ez évi rendezése miatt megfelelnek a kritériumoknak. A brazil szövetség illetékesei vállalták az U17-es labdarúgó-világbajnokságot, a FIFA március 15-én bejelentette, hogy Peru helyett felkérte Brazíliát a torna megrendezésére.

## Résztvevők
A házigazda India mellett a következő 23 válogatott vett részt:
| Szövetség                                         | Selejtezőtorna                                  | Csapatok                                                               |
| ------------------------------------------------- | ----------------------------------------------- | ---------------------------------------------------------------------- |
| AFC (Ázsia)                                       | 2018-as U16-os Ázsia-kupa                       | Ausztrália · Japán · Dél-Korea · Tádzsikisztán                         |
| CAF (Afrika)                                      | 2019-es U17-es Afrika-kupa                      | Kamerun · Nigéria · Angola · Szenegál                                  |
| CONCACAF (Észak és Közép-amerikai, Karibi térség) | 2019-es U17-es CONCACAF-aranykupa               | Kanada · Egyesült Államok · Mexikó · Haiti                             |
| CONMEBOL (Dél-Amerika)                            | 2019-es U17-es dél-amerikai Labdarúgó-bajnokság | Brazília · Argentína · Chile · Ecuador · Paraguay                      |
| OFC (Óceánia)                                     | 2018-as U17-es óceániai-bajnokság               | Új-Zéland · Salamon-szigetek                                           |
| UEFA (Európa)                                     | 2019-es U17-es labdarúgó-Európa-bajnokság       | Franciaország · Hollandia · Olaszország · Spanyolország · Magyarország |

## Helyszínek
A világbajnokság mérkőzéseinek 3 város 4 stadionja adott otthont.
| Estádio da Serrinha | Estádio Olímpico       |
| Férőhely: 9900      | Férőhely: 13 500       |
|                     |                        |
| Gama                | Cariacica              |
| Estádio Bezerrão    | Estádio Kléber Andrade |
| Férőhely: 20 310    | Férőhely: 21 000       |
|                     |                        |

## Csoportkör
A csoportkörben minden csapat a másik három csapattal egy-egy mérkőzést játszott, így összesen 6 mérkőzésre került sor mind a hat csoportban. A csoportokból az első két helyezett, és a négy legjobb harmadik helyezett jutott tovább. Minden csoportban az utolsó két mérkőzést azonos időpontban játszották. A csoportkör után egyenes kieséses rendszerben folytatódott a vb.
Sorrend meghatározása
1. több szerzett pont az összes mérkőzésen (egy győzelem 3 pont, egy döntetlen 1 pont, egy vereség 0 pont)
2. jobb gólkülönbség az összes mérkőzésen
3. több lőtt gól az összes mérkőzésen
4. több szerzett pont az azonosan álló csapatok között lejátszott mérkőzéseken
5. jobb gólkülönbség az azonosan álló csapatok között lejátszott mérkőzéseken
6. több lőtt gól az azonosan álló csapatok között lejátszott mérkőzéseken
7. fair play pontszám (-1 pont egy sárga lapért, -3 pont két sárga lapot követő piros lapért, -4 pont egy azonnali piros lapért, -5 pont egy sárga lap és egy azonnali piros lapért)
8. sorsolás

### A csoport
| Hely. | Csapat       | M | Gy | D | V | G+ | G– | Gk | P | Továbbjutás                                |
| ----- | ------------ | - | -- | - | - | -- | -- | -- | - | ------------------------------------------ |
| 1.    | Brazília (R) | 3 | 3  | 0 | 0 | 9  | 1  | +8 | 9 | Továbbjutott az egyenes kieséses szakaszba |
| 2.    | Angola       | 3 | 2  | 0 | 1 | 4  | 4  | 0  | 6 | Továbbjutott az egyenes kieséses szakaszba |
| 3.    | Új-Zéland    | 3 | 1  | 0 | 2 | 2  | 5  | −3 | 3 |                                            |
| 4.    | Kanada       | 3 | 0  | 0 | 3 | 2  | 7  | −5 | 0 |                                            |

| 2019. október 26. 17:00 |

| Brazília                                        | 4–1               | Kanada           |
| ----------------------------------------------- | ----------------- | ---------------- |
| Peglow 17' 46' Franklin 45+1' (öngól) Veron 56' | (2–0) Jegyzőkönyv | Russell-Rowe 86' |

| Estádio Bezerrão, Gama Nézőszám: 11 468 Játékvezető: Srđan Jovanović (szerb) |

| 2019. október 26. 20:00 |

| Új-Zéland   | 1–2               | Angola                   |
| ----------- | ----------------- | ------------------------ |
| Garbett 54' | (0–1) Jegyzőkönyv | Zini 6' Bark 60' (öngól) |

| Estádio Bezerrão, Gama Nézőszám: 553 Játékvezető: Ma Ning (kínai) |

| 2019. október 29. 17:00 |

| Angola               | 2–1               | Kanada           |
| -------------------- | ----------------- | ---------------- |
| Zini 31' David 90+4' | (1–0) Jegyzőkönyv | Russell-Rowe 49' |

| Estádio Bezerrão, Gama Nézőszám: 1232 Játékvezető: Claudia Umpiérrez (uruguayi) |

| 2019. október 29. 20:00 |

| Brazília                                    | 3–0               | Új-Zéland |
| ------------------------------------------- | ----------------- | --------- |
| Kaio Jorge 20' Talles Magno 81' Diego 90+1' | (1–0) Jegyzőkönyv |           |

| Estádio Bezerrão, Gama Nézőszám: 14 158 Játékvezető: Mario Escobar (guatemalai) |

| 2019. november 1. 20:00 |

| Angola | 0–2               | Brazília             |
| ------ | ----------------- | -------------------- |
|        | (0–0) Jegyzőkönyv | Talles 68' Veron 77' |

| Estádio Olímpico, Goiânia Nézőszám: 8203 Játékvezető: Andreas Ekberg (svéd) |

| 2019. november 1. 20:00 |

| Kanada | 0–1               | Új-Zéland   |
| ------ | ----------------- | ----------- |
|        | (0–1) Jegyzőkönyv | Garbett 27' |

| Estádio Bezerrão, Gama Nézőszám: 1154 Játékvezető: Mario Díaz de Vivar (paraguayi) |

### B csoport
| Hely. | Csapat       | M | Gy | D | V | G+ | G– | Gk | P | Továbbjutás                                |
| ----- | ------------ | - | -- | - | - | -- | -- | -- | - | ------------------------------------------ |
| 1.    | Nigéria      | 3 | 2  | 0 | 1 | 8  | 6  | +2 | 6 | Továbbjutott az egyenes kieséses szakaszba |
| 2.    | Ecuador      | 3 | 2  | 0 | 1 | 7  | 6  | +1 | 6 | Továbbjutott az egyenes kieséses szakaszba |
| 3.    | Ausztrália   | 3 | 1  | 1 | 1 | 5  | 5  | 0  | 4 | Továbbjutott az egyenes kieséses szakaszba |
| 4.    | Magyarország | 3 | 0  | 1 | 2 | 6  | 9  | −3 | 1 |                                            |

| 2019. október 26. 17:00 |

| Nigéria                                           | 4–2               | Magyarország          |
| ------------------------------------------------- | ----------------- | --------------------- |
| Tijani 20' (11-esből) 85' Ibrahim 79' Adeniyi 81' | (1–2) Jegyzőkönyv | Komáromi 3' Major 28' |

| Estádio Olímpico, Goiânia Nézőszám: 944 Játékvezető: Diego Haro (perui) |

| 2019. október 26. 20:00 |

| Ecuador                      | 2–1               | Ausztrália |
| ---------------------------- | ----------------- | ---------- |
| Plúas 4' Mlinaric 9' (öngól) | (2–0) Jegyzőkönyv | Botic 90'  |

| Estádio Olímpico, Goiânia Nézőszám: 337 Játékvezető: Andreas Ekberg (svéd) |

| 2019. október 29. 17:00 |

| Nigéria                   | 3–2               | Ecuador                                       |
| ------------------------- | ----------------- | --------------------------------------------- |
| Ibrahim Said 5', 84', 89' | (1–1) Jegyzőkönyv | Daniel Jinadu 10' (öngól) Mina 56' (11-esből) |

| Estádio Olímpico, Goiânia Nézőszám: 311 Játékvezető: Khamis Al Marri (katari) |

| 2019. október 29. 20:00 |

| Ausztrália                     | 2–2               | Magyarország                       |
| ------------------------------ | ----------------- | ---------------------------------- |
| Botic 69' (11-esből) Watts 74' | (0–2) Jegyzőkönyv | Baráth 14' Zuigéber 20' (11-esből) |

| Estádio Olímpico, Goiânia Nézőszám: 233 Játékvezető: Omar Mohammed Amin (egyiptomi) |

| 2019. november 1. 17:00 |

| Ausztrália               | 2–1               | Nigéria     |
| ------------------------ | ----------------- | ----------- |
| Botic 13' 54' (11-esből) | (1–1) Jegyzőkönyv | Olawale 21' |

| Estádio Bezerrão, Gama Nézőszám: 851 Játékvezető: Kovács István (román) |

| 2019. november 1. 17:00 |

| Magyarország   | 2–3               | Ecuador                       |
| -------------- | ----------------- | ----------------------------- |
| Németh 50' 73' | (0–0) Jegyzőkönyv | Vite 66' Mercado 68' Mina 86' |

| Estádio Olímpico, Goiânia Nézőszám: 890 Játékvezető: Ma Ning (kínai) |

### C csoport
| Hely. | Csapat        | M | Gy | D | V | G+ | G– | Gk | P | Továbbjutás                                |
| ----- | ------------- | - | -- | - | - | -- | -- | -- | - | ------------------------------------------ |
| 1.    | Franciaország | 3 | 3  | 0 | 0 | 7  | 1  | +6 | 9 | Továbbjutott az egyenes kieséses szakaszba |
| 2.    | Dél-Korea     | 3 | 2  | 0 | 1 | 5  | 5  | 0  | 6 | Továbbjutott az egyenes kieséses szakaszba |
| 3.    | Chile         | 3 | 1  | 0 | 2 | 5  | 6  | −1 | 3 | Továbbjutott az egyenes kieséses szakaszba |
| 4.    | Haiti         | 3 | 0  | 0 | 3 | 3  | 8  | −5 | 0 |                                            |

| 2019. október 27. 17:00 |

| Franciaország                     | 2–0               | Chile |
| --------------------------------- | ----------------- | ----- |
| Agoumé 63' (11-esből) Lihadji 64' | (0–0) Jegyzőkönyv |       |

| Estádio da Serrinha, Goiânia Játékvezető: Iván Barton (salvadori) |

| 2019. október 27. 20:00 |

| Dél-Korea                        | 2–1               | Haiti      |
| -------------------------------- | ----------------- | ---------- |
| Eom Ji-sung 26' Choi Min-seo 41' | (2–0) Jegyzőkönyv | Sainte 88' |

| Estádio da Serrinha, Goiânia Nézőszám: 1433 Játékvezető: Victor Gomes (dél-afrikai) |

| 2019. október 30. 17:00 |

| Dél-Korea    | 1–3               | Franciaország                          |
| ------------ | ----------------- | -------------------------------------- |
| Szangpin 89' | (0–2) Jegyzőkönyv | Kalimuendo 17' Pembele 42' Lihadji 78' |

| Estádio da Serrinha, Goiânia Nézőszám: 696 Játékvezető: Adonai Escobedo (mexikói) |

| 2019. október 30. 20:00 |

| Chile                                          | 4–2               | Haiti                               |
| ---------------------------------------------- | ----------------- | ----------------------------------- |
| Rojas 11' Ceneus 45' (öng.) Tapia 52' Tati 89' | (2–1) Jegyzőkönyv | Jeanty 37' (11-esből) Jolicoeur 55' |

| Estádio da Serrinha, Goiânia Nézőszám: 739 Játékvezető: Andris Treimanis (lett) |

| 2019. november 2. 17:00 |

| Chile    | 1–2               | Dél-Korea                            |
| -------- | ----------------- | ------------------------------------ |
| Oroz 41' | (1–2) Jegyzőkönyv | Paik Sang-hoon 1' Hong Sung-wook 30' |

| Estádio Kléber Andrade, Cariacica Nézőszám: 4686 Játékvezető: Georgi Kabakov (bolgár) |

| 2019. november 2. 17:00 |

| Haiti | 0–2               | Franciaország             |
| ----- | ----------------- | ------------------------- |
|       | (0–0) Jegyzőkönyv | Rutter 78' (11-esből) 79' |

| Estádio da Serrinha, Goiânia Nézőszám: 1016 Játékvezető: Nick Waldron (új-zélandi) |

### D csoport
| Hely. | Csapat           | M | Gy | D | V | G+ | G– | Gk | P | Továbbjutás                                |
| ----- | ---------------- | - | -- | - | - | -- | -- | -- | - | ------------------------------------------ |
| 1.    | Japán            | 3 | 2  | 1 | 0 | 4  | 0  | +4 | 7 | Továbbjutott az egyenes kieséses szakaszba |
| 2.    | Szenegál         | 3 | 2  | 0 | 1 | 7  | 3  | +4 | 6 | Továbbjutott az egyenes kieséses szakaszba |
| 3.    | Hollandia        | 3 | 1  | 0 | 2 | 5  | 6  | −1 | 3 | Továbbjutott az egyenes kieséses szakaszba |
| 4.    | Egyesült Államok | 3 | 0  | 1 | 2 | 1  | 8  | −7 | 1 |                                            |

| 2019. október 27. 17:00 |

| Egyesült Államok | 1–4               | Szenegál                                     |
| ---------------- | ----------------- | -------------------------------------------- |
| Busio 3'         | (1–1) Jegyzőkönyv | S. Faye 45+3' Balde 72' A. Faye 76' Sarr 88' |

| Estádio Kléber Andrade, Cariacica Nézőszám: 4266 Játékvezető: Kovács István (román) |

| 2019. október 27. 20:00 |

| Japán                                      | 3–0               | Hollandia |
| ------------------------------------------ | ----------------- | --------- |
| Wakatsuki 36' 69' Nishikawa 77' (11-esből) | (1–0) Jegyzőkönyv |           |

| Estádio Kléber Andrade, Cariacica Nézőszám: 5125 Játékvezető: Mario Díaz de Vivar (paraguayi) |

| 2019. október 30. 17:00 |

| Hollandia  | 1–3               | Szenegál                             |
| ---------- | ----------------- | ------------------------------------ |
| Bannis 10' | (1–0) Jegyzőkönyv | Sarr 46', 87' (11-esből) Balde 90+5' |

| Estádio Kléber Andrade, Cariacica Nézőszám: 2492 Játékvezető: Andrés Rojas (kolumbiai) |

| 2019. október 30. 20:00 |

| Egyesült Államok | 0–0         | Japán |
| ---------------- | ----------- | ----- |
|                  | Jegyzőkönyv |       |

| Estádio Kléber Andrade, Cariacica Nézőszám: 3878 Játékvezető: Guillermo Guerrero (ecuadori) |

| 2019. november 2. 20:00 |

| Hollandia                             | 4–0               | Egyesült Államok |
| ------------------------------------- | ----------------- | ---------------- |
| Hansen 42' 51' Taabouni 70' Braaf 86' | (1–0) Jegyzőkönyv |                  |

| Estádio da Serrinha, Goiânia Nézőszám: 1305 Játékvezető: Amin Mohamed Omar (egyiptomi) |

| 2019. november 2. 20:00 |

| Szenegál | 0–1               | Japán         |
| -------- | ----------------- | ------------- |
|          | (0–0) Jegyzőkönyv | Nishikawa 83' |

| Estádio Kléber Andrade, Cariacica Nézőszám: 5984 Játékvezető: Claudia Umpiérrez (uruguayi) |

### E csoport
| Hely. | Csapat        | M | Gy | D | V | G+ | G– | Gk | P | Továbbjutás                                |
| ----- | ------------- | - | -- | - | - | -- | -- | -- | - | ------------------------------------------ |
| 1.    | Spanyolország | 3 | 2  | 1 | 0 | 7  | 1  | +6 | 7 | Továbbjutott az egyenes kieséses szakaszba |
| 2.    | Argentína     | 3 | 2  | 1 | 0 | 6  | 2  | +4 | 7 | Továbbjutott az egyenes kieséses szakaszba |
| 3.    | Tádzsikisztán | 3 | 1  | 0 | 2 | 3  | 8  | −5 | 3 |                                            |
| 4.    | Kamerun       | 3 | 0  | 0 | 3 | 1  | 6  | −5 | 0 |                                            |

| 2019. október 28. 17:00 |

| Spanyolország | 0–0         | Argentína |
| ------------- | ----------- | --------- |
|               | Jegyzőkönyv |           |

| Estádio Kléber Andrade, Cariacica Nézőszám: 6845 Játékvezető: Chris Beath (ausztrál) |

| 2019. október 28. 20:00 |

| Tádzsikisztán | 1–0               | Kamerun |
| ------------- | ----------------- | ------- |
| Rahmatov 51'  | (0–0) Jegyzőkönyv |         |

| Estádio Kléber Andrade, Cariacica Nézőszám: 5934 Játékvezető: Nick Waldron (új-zélandi) |

| 2019. október 31. 17:00 |

| Spanyolország                                       | 5–1               | Tádzsikisztán |
| --------------------------------------------------- | ----------------- | ------------- |
| Valera 4' Navarro 20' 64' Moreno 35' Larrubia 45+1' | (4–1) Jegyzőkönyv | Carrillo 37'  |

| Estádio Kléber Andrade, Cariacica Nézőszám: 1589 Játékvezető: Iván Barton (salvadori) |

| 2019. október 31. 20:00 |

| Kamerun  | 1–3               | Argentína                            |
| -------- | ----------------- | ------------------------------------ |
| Bere 10' | (1–0) Jegyzőkönyv | Flores 58' Krilanovich 63' Godoy 88' |

| Estádio Kléber Andrade, Cariacica Nézőszám: 3521 Játékvezető: Srđan Jovanović (szerb) |

| 2019. november 3. 17:00 |

| Kamerun | 0–2               | Spanyolország         |
| ------- | ----------------- | --------------------- |
|         | (0–2) Jegyzőkönyv | Escobar 21' Ilaix 42' |

| Estádio Bezerrão, Gama Nézőszám: 1415 Játékvezető: Adonai Escobedo (mexikói) |

| 2019. november 3. 17:00 |

| Argentína                | 3–1               | Tádzsikisztán         |
| ------------------------ | ----------------- | --------------------- |
| Orozco 38' 78' Godoy 89' | (1–0) Jegyzőkönyv | Soirov 81' (11-esből) |

| Estádio Kléber Andrade, Cariacica Nézőszám: 3419 Játékvezető: Redouane Jiyed (marokkói) |

### F csoport
| Hely. | Csapat           | M | Gy | D | V | G+ | G– | Gk  | P | Továbbjutás                                |
| ----- | ---------------- | - | -- | - | - | -- | -- | --- | - | ------------------------------------------ |
| 1.    | Paraguay         | 3 | 2  | 1 | 0 | 9  | 1  | +8  | 7 | Továbbjutott az egyenes kieséses szakaszba |
| 2.    | Olaszország      | 3 | 2  | 0 | 1 | 8  | 3  | +5  | 6 | Továbbjutott az egyenes kieséses szakaszba |
| 3.    | Mexikó           | 3 | 1  | 1 | 1 | 9  | 2  | +7  | 4 | Továbbjutott az egyenes kieséses szakaszba |
| 4.    | Salamon-szigetek | 3 | 0  | 0 | 3 | 0  | 20 | −20 | 0 |                                            |

| 2019. október 28. 17:00 |

| Salamon-szigetek | 0–5               | Olaszország                                     |
| ---------------- | ----------------- | ----------------------------------------------- |
|                  | (0–3) Jegyzőkönyv | Gnonto 24' 34' Cudrig 29' Tongya 75' Capone 81' |

| Estádio Bezerrão, Gama Nézőszám: 859 Játékvezető: Redouane Jiyed (marokkói) |

| 2019. október 28. 20:00 |

| Paraguay | 0–0         | Mexikó |
| -------- | ----------- | ------ |
|          | Jegyzőkönyv |        |

| Estádio Bezerrão, Gama Nézőszám: 710 Játékvezető: Georgi Kabakov (bolgár) |

| 2019. október 31. 17:00 |

| Salamon-szigetek | 0–7               | Paraguay                                                                       |
| ---------------- | ----------------- | ------------------------------------------------------------------------------ |
|                  | (0–2) Jegyzőkönyv | Noguera 3' Segovia 43' Torres 65' 89' Presentado 68' Barrios 78' D. Duarte 88' |

| Estádio Bezerrão, Gama Nézőszám: 571 Játékvezető: Victor Gomes (dél-afrikai) |

| 2019. október 31. 20:00 |

| Mexikó        | 1–2               | Olaszország             |
| ------------- | ----------------- | ----------------------- |
| Álvarez 90+2' | (0–0) Jegyzőkönyv | Gnonto 74' Udogie 90+4' |

| Estádio Bezerrão, Gama Nézőszám: 1611 Játékvezető: Diego Haro (perui) |

| 2019. november 3. 20:00 |

| Mexikó                                                                   | 8–0               | Salamon-szigetek |
| ------------------------------------------------------------------------ | ----------------- | ---------------- |
| Álvarez 2' 63' Alejandro Gómez 33' 80' Puente 44' Luna 58' 90' Ávila 72' | (3–0) Jegyzőkönyv |                  |

| Estádio Kléber Andrade, Cariacica Nézőszám: 1916 Játékvezető: Andrés Rojas (kolumbiai) |

| 2019. november 3. 20:00 |

| Olaszország | 1–2               | Paraguay                   |
| ----------- | ----------------- | -------------------------- |
| Pirola 3'   | (1–1) Jegyzőkönyv | D. Duarte 37' Quiñónez 52' |

| Estádio Bezerrão, Gama Nézőszám: 824 Játékvezető: Khamis Al-Marri (katari) |

### Harmadik helyezett csapatok sorrendje
A harmadik helyezettek sorrendjét az alábbiak alapján kell meghatározni:
1. az összes mérkőzésen szerzett több pont
2. az összes mérkőzésen elért jobb gólkülönbség
3. az összes mérkőzésen szerzett több gól
4. fair play pontszám
5. sorsolás

| Hely. | Cs | Csapat        | M | Gy | D | V | G+ | G– | Gk | P | Továbbjutás                                |
| ----- | -- | ------------- | - | -- | - | - | -- | -- | -- | - | ------------------------------------------ |
| 1.    | F  | Mexikó        | 3 | 1  | 1 | 1 | 9  | 2  | +7 | 4 | Továbbjutott az egyenes kieséses szakaszba |
| 2.    | B  | Ausztrália    | 3 | 1  | 1 | 1 | 5  | 5  | 0  | 4 | Továbbjutott az egyenes kieséses szakaszba |
| 3.    | C  | Chile         | 3 | 1  | 0 | 2 | 5  | 6  | −1 | 3 | Továbbjutott az egyenes kieséses szakaszba |
| 4.    | D  | Hollandia     | 3 | 1  | 0 | 2 | 5  | 6  | −1 | 3 | Továbbjutott az egyenes kieséses szakaszba |
| 5.    | A  | Új-Zéland     | 3 | 1  | 0 | 2 | 2  | 5  | −3 | 3 |                                            |
| 6.    | E  | Tádzsikisztán | 3 | 1  | 0 | 2 | 3  | 8  | −5 | 3 |                                            |

## Egyenes kieséses szakasz
|  |               |               |               |               |              |               |               |               |               |               |              |              |              |  |  |       |       |       |
|  | Nyolcaddöntők | Nyolcaddöntők | Nyolcaddöntők |               |              | Negyeddöntők  | Negyeddöntők  | Negyeddöntők  |               |               | Elődöntők    | Elődöntők    | Elődöntők    |  |  | Döntő | Döntő | Döntő |
|  | Nyolcaddöntők | Nyolcaddöntők | Nyolcaddöntők |               |              | Negyeddöntők  | Negyeddöntők  | Negyeddöntők  |               |               | Elődöntők    | Elődöntők    | Elődöntők    |  |  | Döntő | Döntő | Döntő |
|  | november 5.   |               |               |               |              |               |               |               |               |               |              |              |              |  |  |       |       |       |
|  |               |               |               |               |              |               |               |               |               |               |              |              |              |  |  |       |       |       |
|  | A2            | Angola        | 0             |               |              |               |               |               |               |               |              |              |              |  |  |       |       |       |
|  | A2            | Angola        | 0             | november 10.  |              |               |               |               |               |               |              |              |              |  |  |       |       |       |
|  | C2            | Dél-Korea     | 1             |               |              |               |               |               |               |               |              |              |              |  |  |       |       |       |
|  | C2            | Dél-Korea     | 1             |               |              | Dél-Korea     | Dél-Korea     | 0             |               |               |              |              |              |  |  |       |       |       |
|  | november 6.   |               |               |               |              | Dél-Korea     | Dél-Korea     | 0             |               |               |              |              |              |  |  |       |       |       |
|  |               |               | Mexikó        | Mexikó        | 1            |               |               |               |               |               |              |              |              |  |  |       |       |       |
|  | D1            | Japán         | Mexikó        | Mexikó        | 1            | 0             |               |               |               |               |              |              |              |  |  |       |       |       |
|  | D1            | Japán         |               |               |              | 0             | november 14.  |               |               |               |              |              |              |  |  |       |       |       |
|  | BEF3          | Mexikó        | 2             |               |              |               |               |               |               |               |              |              |              |  |  |       |       |       |
|  | BEF3          | Mexikó        | 2             |               |              | Mexikó        | Mexikó        | 1 (4)         |               |               |              |              |              |  |  |       |       |       |
|  | november 5.   |               |               |               |              | Mexikó        | Mexikó        | 1 (4)         |               |               |              |              |              |  |  |       |       |       |
|  |               |               | Hollandia     | Hollandia     | 1 (3)        |               |               |               |               |               |              |              |              |  |  |       |       |       |
|  | B1            | Nigéria       | Hollandia     | Hollandia     | 1 (3)        | 1             |               |               |               |               |              |              |              |  |  |       |       |       |
|  | B1            | Nigéria       | november 10.  |               |              | 1             |               |               |               |               |              |              |              |  |  |       |       |       |
|  | ACD3          | Hollandia     | 3             |               |              |               |               |               |               |               |              |              |              |  |  |       |       |       |
|  | ACD3          | Hollandia     | 3             |               |              | Hollandia     | Hollandia     | 4             |               |               |              |              |              |  |  |       |       |       |
|  | november 7.   |               |               |               |              | Hollandia     | Hollandia     | 4             |               |               |              |              |              |  |  |       |       |       |
|  |               |               | Paraguay      | Paraguay      | 1            |               |               |               |               |               |              |              |              |  |  |       |       |       |
|  | F1            | Paraguay      | Paraguay      | Paraguay      | 1            | 3             |               |               |               |               |              |              |              |  |  |       |       |       |
|  | F1            | Paraguay      |               |               |              | 3             | november 17.  |               |               |               |              |              |              |  |  |       |       |       |
|  | E2            | Argentína     | 2             |               |              |               |               |               |               |               |              |              |              |  |  |       |       |       |
|  | E2            | Argentína     | 2             |               |              | Mexikó        | Mexikó        | 1             |               |               |              |              |              |  |  |       |       |       |
|  | november 6.   |               |               |               |              | Mexikó        | Mexikó        | 1             |               |               |              |              |              |  |  |       |       |       |
|  |               |               | Brazília      | Brazília      | 2            |               |               |               |               |               |              |              |              |  |  |       |       |       |
|  | E1            | Spanyolország | Brazília      | Brazília      | 2            | 2             |               |               |               |               |              |              |              |  |  |       |       |       |
|  | E1            | Spanyolország | november 11.  |               |              | 2             |               |               |               |               |              |              |              |  |  |       |       |       |
|  | D2            | Szenegál      | 1             |               |              |               |               |               |               |               |              |              |              |  |  |       |       |       |
|  | D2            | Szenegál      | 1             |               |              | Spanyolország | Spanyolország | 1             |               |               |              |              |              |  |  |       |       |       |
|  | november 6.   |               |               |               |              | Spanyolország | Spanyolország | 1             |               |               |              |              |              |  |  |       |       |       |
|  |               |               | Franciaország | Franciaország | 6            |               |               |               |               |               |              |              |              |  |  |       |       |       |
|  | C1            | Franciaország | Franciaország | Franciaország | 6            | 4             |               |               |               |               |              |              |              |  |  |       |       |       |
|  | C1            | Franciaország |               |               |              | 4             | november 14.  |               |               |               |              |              |              |  |  |       |       |       |
|  | ABF3          | Ausztrália    | 0             |               |              |               |               |               |               |               |              |              |              |  |  |       |       |       |
|  | ABF3          | Ausztrália    | 0             |               |              | Franciaország | Franciaország | 2             |               |               |              |              |              |  |  |       |       |       |
|  | november 7.   |               |               |               |              | Franciaország | Franciaország | 2             |               |               |              |              |              |  |  |       |       |       |
|  |               |               | Brazília      | Brazília      | 3            |               |               | Bronzmérkőzés | Bronzmérkőzés | Bronzmérkőzés |              |              |              |  |  |       |       |       |
|  | B2            | Ecuador       | Brazília      | Brazília      | 3            | 0             |               |               |               | Bronzmérkőzés |              |              |              |  |  |       |       |       |
|  | B2            | Ecuador       |               |               | november 11. | november 11.  | november 11.  |               |               |               | november 17. | november 17. | november 17. |  |  |       |       |       |
|  | F2            | Olaszország   | 1             |               | november 11. | november 11.  | november 11.  |               |               |               | november 17. | november 17. | november 17. |  |  |       |       |       |
|  | F2            | Olaszország   | 1             |               |              | Olaszország   | Olaszország   | 0             | Hollandia     | Hollandia     | 1            |              |              |  |  |       |       |       |
|  | november 6.   |               |               |               |              | Olaszország   | Olaszország   | 0             | Hollandia     | Hollandia     | 1            |              |              |  |  |       |       |       |
|  |               |               | Brazília      | Brazília      | 2            |               |               | Franciaország | Franciaország | 3             |              |              |              |  |  |       |       |       |
|  | A1            | Brazília      | Brazília      | Brazília      | 2            | 3             |               | Franciaország | Franciaország | 3             |              |              |              |  |  |       |       |       |
|  | A1            | Brazília      |               |               |              |               |               |               |               |               |              |              |              |  |  |       |       |       |
|  | CDE3          | Chile         | 2             |               |              |               |               |               |               |               |              |              |              |  |  |       |       |       |
|  | CDE3          | Chile         | 2             |               |              |               |               |               |               |               |              |              |              |  |  |       |       |       |

### Nyolcaddöntők
| 2019. november 5. 16:30 |

| Angola | 0–1               | Dél-Korea        |
| ------ | ----------------- | ---------------- |
|        | (0–1) Jegyzőkönyv | Choi Min-seo 33' |

| Estádio Olímpico, Goiânia Nézőszám: 390 Játékvezető: Srđan Jovanović (szerbiai) |

| 2019. november 5. 20:00 |

| Nigéria      | 1–3               | Hollandia                    |
| ------------ | ----------------- | ---------------------------- |
| Olusegun 12' | (1–2) Jegyzőkönyv | Hansen 4' 15' 80' (11-esből) |

| Estádio Olímpico, Goiânia Nézőszám: 664 Játékvezető: Mario Alberto Escobar Toca (kolumbiai) |

| 2019. november 6. 16:30 |

| Spanyolország          | 2–1               | Szenegál   |
| ---------------------- | ----------------- | ---------- |
| Navarro 27' Valera 59' | (1–0) Jegyzőkönyv | S.Faye 85' |

| Estádio da Serrinha, Goiânia Nézőszám: 483 Játékvezető: Guillermo Guerrero (ecuadori) |

| 2019. november 6. 16:30 |

| Japán | 0–2               | Mexikó                |
| ----- | ----------------- | --------------------- |
|       | (0–0) Jegyzőkönyv | Pizzuto 57' Muñóz 74' |

| Estádio Bezerrão, Gama Nézőszám: 545 Játékvezető: Amin Mohamed Omar (egyiptomi) |

| 2019. november 6. 20:00 |

| Brazília                           | 3–2               | Chile        |
| ---------------------------------- | ----------------- | ------------ |
| Kaio 8' 45+2' (11-esből) Diego 87' | (2–2) Jegyzőkönyv | Cruz 25' 41' |

| Estádio Bezerrão, Gama Nézőszám: 12 534 Játékvezető: Andris Treimanis (lett) |

| 2019. november 6. 20:00 |

| Franciaország              | 4–0               | Ausztrália |
| -------------------------- | ----------------- | ---------- |
| Mbuku 6' 74' 82' Milot 87' | (1–0) Jegyzőkönyv |            |

| Estádio da Serrinha, Goiânia Nézőszám: 814 Játékvezető: Claudia Umpiérrez (uruguayi) |

| 2019. november 7. 16:30 |

| Ecuador | 0–1               | Olaszország   |
| ------- | ----------------- | ------------- |
|         | (0–0) Jegyzőkönyv | Oristanio 76' |

| Estádio Kléber Andrade, Cariacica Nézőszám: 2014 Játékvezető: Chris Beath (ausztrál) |

| 2019. november 7. 20:00 |

| Paraguay                                 | 3–2               | Argentína              |
| ---------------------------------------- | ----------------- | ---------------------- |
| Cano 58' (öngól) Torres 73' D.Duarte 86' | (0–2) Jegyzőkönyv | Zaballos 27' Godoy 42' |

| Estádio Kléber Andrade, Cariacica Nézőszám: 3957 Játékvezető: Georgi Kabakov (bolgár) |

### Negyeddöntők
| 2019. november 10. 16:30 |

| Hollandia                                  | 4–1               | Paraguay        |
| ------------------------------------------ | ----------------- | --------------- |
| Hoever 30' Hansen 40' Braaf 78' Ünüvar 86' | (2–1) Jegyzőkönyv | D. Duarte 45+1' |

| Estádio Kléber Andrade, Cariacica Nézőszám: 5882 Játékvezető: Khamis Al-Marri (katari) |

| 2019. november 10. 20:00 |

| Dél-Korea | 0–1               | Mexikó    |
| --------- | ----------------- | --------- |
|           | (0–0) Jegyzőkönyv | Ávila 77' |

| Estádio Kléber Andrade, Cariacica Nézőszám: 5087 Játékvezető: Diego Haro (perui) |

| 2019. november 11. 16:30 |

| Spanyolország | 1–6               | Franciaország                                                            |
| ------------- | ----------------- | ------------------------------------------------------------------------ |
| Valera 9'     | (1–2) Jegyzőkönyv | Kouassi 21' Mbuku 36' Lihadji 46' Pembele 54' Rutter 59' Aouchiche 90+3' |

| Estádio Olímpico, Goiânia Nézőszám: 1049 Játékvezető: Kovács István (romániai) |

| 2019. november 11. 20:00 |

| Olaszország | 0–2               | Brazília              |
| ----------- | ----------------- | --------------------- |
|             | (0–2) Jegyzőkönyv | Patryck 6' Peglow 40' |

| Estádio Olímpico, Goiânia Nézőszám: 8473 Játékvezető: Adonai Escobedo (mexikói) |

### Elődöntők
| 2019. november 14. 16:30 |

| Mexikó                                         | 1–1               | Hollandia                                   |
| ---------------------------------------------- | ----------------- | ------------------------------------------- |
| Álvarez 79'                                    | (0–0) Jegyzőkönyv | Muñóz 74' (öngól)                           |
| Büntetőpárbaj                                  |                   |                                             |
| Álvarez Muñóz A. Gómez Pizzuto J. Gómez Guzmán | 4–3               | Maatsen Ünüvar Taabouni Braaf Hansen Regeer |

| Estádio Bezerrão, Gama Nézőszám: 1122 Játékvezető: Guillermo Guerrero (ecuadori) |

| 2019. november 14. 20:00 |

| Franciaország           | 2–3               | Brazília                      |
| ----------------------- | ----------------- | ----------------------------- |
| Kalimuendo 7' Mbuku 13' | (2–0) Jegyzőkönyv | Kaio 62' Veron 76' Lázaro 89' |

| Estádio Bezerrão, Gama Nézőszám: 13 587 Játékvezető: Iván Barton (salvadori) |

### Bronzmérkőzés
| 2019. november 17. 15:00 |

| Hollandia    | 1–3               | Franciaország          |
| ------------ | ----------------- | ---------------------- |
| Taabouni 15' | (1–1) Jegyzőkönyv | Kalimuendo 22' 54' 62' |

| Estádio Bezerrão, Gama Nézőszám: 1232 Játékvezető: Andreas Ekberg (svéd) |

### Döntő
| 2019. november 17. 19:00 |

| Mexikó       | 1–2               | Brazília                         |
| ------------ | ----------------- | -------------------------------- |
| González 66' | (0–0) Jegyzőkönyv | Kaio 84' (11-esből) Lázaro 90+3' |

| Estádio Bezerrão, Gama Nézőszám: 13 843 Játékvezető: Andris Treimanis (lett) |

| A 2019-es U17-es labdarúgó-világbajnokság győztese |
| -------------------------------------------------- |
| · Brazília · 4. cím                                |